# Blessing Ibrahim
Blessing Ibrahim (née le 4 avril 1992) est une athlète nigériane, spécialiste du triple saut.

## Biographie
En juin 2012, elle devient championne du Nigeria de triple saut, avec 13,73 m.
En 2015 elle remporte l'argent lors des Jeux africains. Avec 13,52 m réalisés dès son premier essai, elle s'incline face à la Camerounaise Joëlle Mbumi Nkouindjin.

### Palmarès
| Date | Compétition            | Lieu        | Résultat | Épreuve     | Performance |
| ---- | ---------------------- | ----------- | -------- | ----------- | ----------- |
| 2010 | Championnats d'Afrique | Nairobi     | 7e       | Triple saut | 13,30 m     |
| 2011 | Jeux africains         | Maputo      | 6e       | Triple saut | 13,17 m     |
| 2014 | Championnats d'Afrique | Marrakech   | 3e       | Triple saut | 13,36 m     |
| 2015 | Jeux africains         | Brazzaville | 2e       | Triple saut | 13,52 m     |

### Records
| Épreuve     | Performance | Lieu   | Date           |
| ----------- | ----------- | ------ | -------------- |
| Triple saut | 13,82 m     | Kumasi | 6 juillet 2012 |